# Kościół Miłosierdzia Bożego w Płocku
Kościół Miłosierdzia Bożego w Płocku - świątynia parafii św. Józefa, jeden z najmłodszych kościołów w mieście, zlokalizowany na osiedlu Wyszogrodzka. 
Parafia św. Józefa została erygowana w 1982 r. przez biskupa płockiego Bogdana Sikorskiego. Przyłączeni zostali do niej głównie mieszkańcy osiedla Wyszogrodzka. Początkowo nabożeństwa odprawiane były pod gołym niebem, dopiero pod koniec roku pobudowano tymczasową kaplicę. 
W 1989 r. po wykupieniu gruntów przystąpiono do budowy docelowej świątyni pw. Miłosierdzia Bożego. Ma ona kształt koła, zaś sam kościół zajmuje jego połowę. W jego prezbiterium znajduje się obraz Jezusa Miłosiernego, który zdobił ołtarz, przy którym Jan Paweł II odprawił mszę w Płocku 7 czerwca 1991 r. Druga część budowli to boczna kaplica i zakrystia. Świątynia została konsekrowana przez biskupa płockiego Stanisława Wielgusa 30 września 2000 r. Obok kościoła znajduje się przestronna plebania.

## Proboszczowie parafii
- 1982–2006 ks. prał. Władysław Stradza, organizator parafii, budowniczy pierwszej kaplicy i docelowego kościoła, oraz plebanii, zmarł w 2018 roku.
- 2006 - 2024 ks. kan. Andrzej Smoleń
- 2024 - ks. Rafał Pabich